# إعلان قيام دولة إسرائيل
وثيقة الاستقلال (بالعبرية: מגילת העצמאות) كما تسميها إسرائيل أو الإعلان عن قيام إسرائيل هي الإعلان الذي تلاه ديفيد بن غوريون الرئيس التنفيذي للمنظمة الصهيونية العالمية ومدير الوكالة اليهودية في 14 أيار / مايو 1948 متزامنا مع انتهاء الانتداب البريطاني على فلسطين والذي نص على قيام دولة يهودية في فلسطين ("أرض إسرائيل" بحسب الإعلان) والتي سوف تدعى "دولة إسرائيل" وأنها ستفتح أبوابها أمام الهجرة اليهودية لتجميع شمل المنفيين بحسب نص الإعلان.

## الموقعين على الوثيقة
ذيّل 39 صهيونيا الوثيقة بتوقيعاتهم، وجلّهم من يهود شرق أوربا، بإستثناء السفاردي الوحيد بخور شالوم شيطريت الوحيد المولود في فلسطين (في طبريا في العهد العثماني)، والمزراحي الوحيد اليمني سعدية كوباشي.
| - دانيال أستر - دافيد ريمز - إسحاق بن تسفي - إليعازر كابلان - مائير فيلنر - بنحاس روزن - مائير آرغوف - حاييم موشيه شابيرا - موشيه شاريت - مردخاي بنتوف - يهودا لايب مايمون - أفراهام غرانوت - آهارون زيسلينغ - إسحاق غرونباوم - سعدية كوباشي - زيراح فرهابتيغ - اسحق مئير ليفين - موشيه كول | - تسفي لوري - تسفي سيغال - إلياهو دوبكين - بخور شالوم شيطريت - غولدا مائير - بين-زيون ستيرنبيرغ - بيرتز برنشتاين - وولف جولد - دافيد بن غوريون - إلياهو بيرليجنة [الإنجليزية] - راشيل كوهين كاجان - كالمان كاهانا [الإنجليزية] - افرام كاتسنلسون [الإنجليزية] - مائير ديفيد لوفينشتاين [الإنجليزية] - ناحوم نير [الإنجليزية] - دافيد-زفي بينكاس [الإنجليزية] - بيرل ريبتور [الإنجليزية] - مردخاي شاطنر [الإنجليزية] - هيرتزل فاردي [الإنجليزية] |

## محتويات الوثيقة

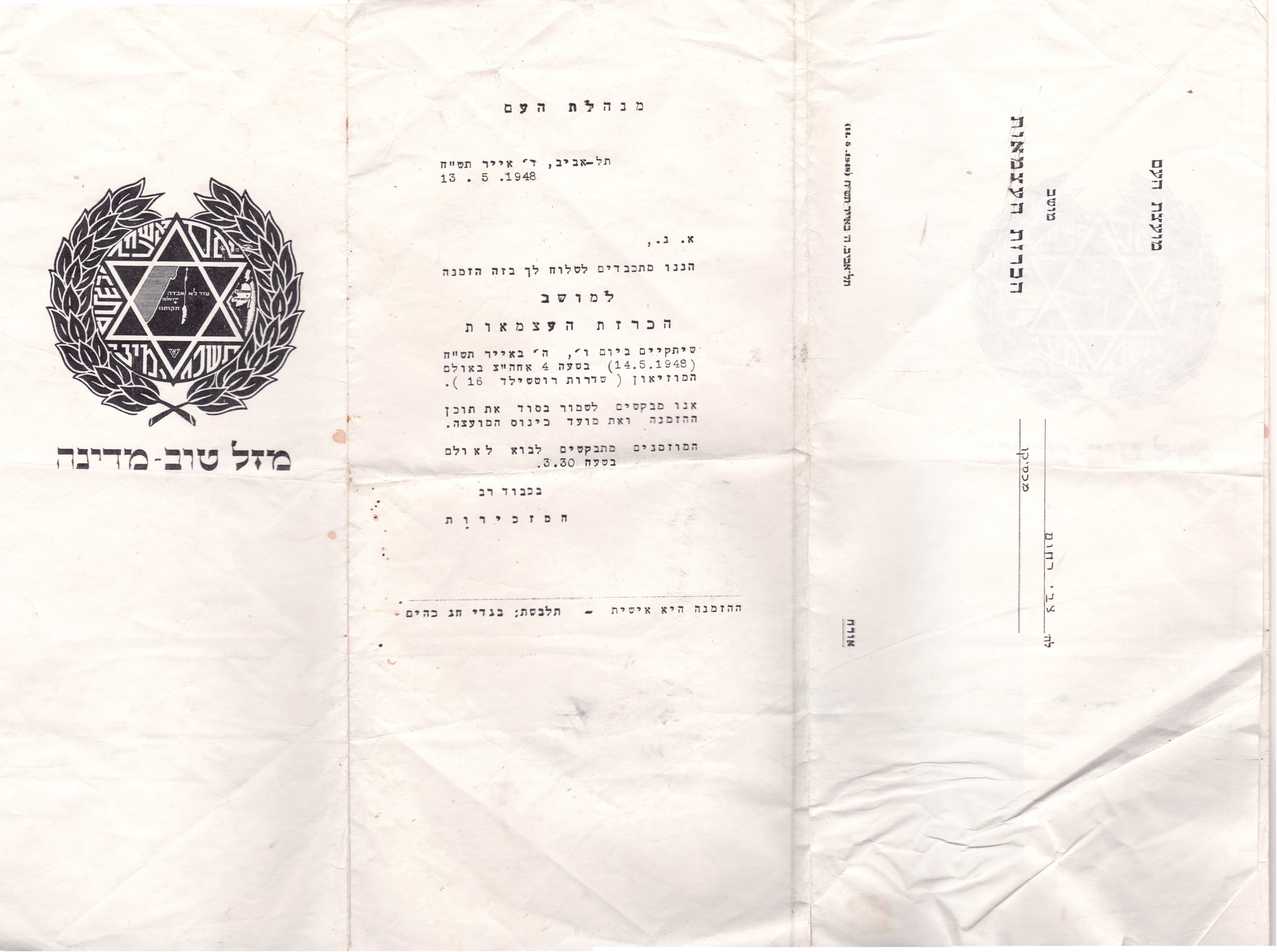
الدعوة لحفلة إعلان قيام دولة إسرائيلوالمدعوين مطالبون بكتم السر

شملت هذه الوثيقة عدة تعليلات ومبررات لإقامة دولة إسرائيل منها:
- المبرر التاريخي: وهو صلة الشعب اليهودي بأرض إسرائيل كونها أرض الآباء والأجداد سابقاً عبارة من هذه الوثيقة “لقد نشأ الشعب اليهودي في ارض إسرائيل".
- المبرر الطبيعي: وهو أحقية الشعب اليهودي بأن يكون له وطن مستقل مثل باقي شعوب العالم التي تحظى بوطن لها عباره «انه لمن الحق الطبيعي للأمة اليهودية لأن تكون أمة في دولتها ذات السيادة مثلها في ذلك مثل سائر أمم العالم».
- المبرر القضائي/ الرسمي: كل المستندات الرسمية التي تثبت احقية الشعب اليهودي في اقامة وطن في ارض فلسطين وأن يكون له وطن مستقل ويشمل ذلك وعد بلفور وقرار هيئة الجمعية العمومية للأمم المتحدة عبارة «وقد تم الاعتراف في هذا الحق في وعد بلفور في اليوم الثاني من شهر تشرين الثاني عام 1917».

كما شملت الوثيقة أيضا تعريف الدولة لنفسها فهي تعرف نفسها كدولة يهودية اقيمت بالأساس لجمع الشتات اليهودي من جميع انحاء العالم وهي مفتوحة الأبواب للهجرات اليهوديةوهي دولة يهودية اقيمت بالأساس للشعب اليهودي وهنا يظهر الطابع الإثني للدولة ولكن هي تعرف نفسها أيضا كدولة ديموقراطية هذا التعريف ما زال يخلق اشكالية حتى يومنا هذا فبمجرد ذكر الدولة انها دولة يهودية وانها مفتوحة الأبواب للهجرات اليهودية وأيضاً يظهر ذلك في المبررات لأقامتها هنا يتعزز عندنا الطابع الإثني للدولة لكنها أيضا من جهة تعرف الدولة "دولة إسرائيل" على انها دولة ديموقراطية تحافظ على القيم والمبادئ الديموقراطية وتؤمن بعدة مبادئ منها التعددية والمساواة وغيرها وايضاً هناك فصل السلطات وتقييد السلطات وغيرها كما ظهر في الوثيقة «تقيم المساواة التامة اجتماعياً وسياسياً بين جميع رعاياها من غير تمييز في الدين والعنصر والجنس وتقيم حرية الأديان واللسان والثقافة والتعليم وتحافظ على جميع الأماكن المقدسة لدى جميع الديانات وتكون امينة لمبادئ ميثاق الأمم المتحدة»

## اهمية ومكانة الوثيقة
بالرغم من ان الوثيقة هي مرسوم اعلاني احتفالي تم الإعلان عنه عند اقامة دولة إسرائيل وشملت توجيهات عامة حول اسس الدولة والمبررات وطابع الدولة الا انها لم تحظى بمكانة دستور ملزم لأنها لم تمر بمراحل تشريع القانون لكن نظرا لغياب الدستور في دولة إسرائيل تلجأ اليها اغلب سلطات الحكم وتعتبر مرجعاً لها فأثناء سن القانون واصدار أحكام يلجأ اليها القضاة والمشرعون.

## لمن تتوجه الوثيقة
- يهود الشتات: تعلن لهم عن إقامة دولة للشعب اليهودي وهي مفتوحة الأبواب للهجرة اليهودية أينما كانت.
- دول العالم: تعلن لهم عن إقامة دولة إسرائيل وتطالبهم بالاعتراف لها كدولة مستقلة وذات سيادة وأنها أمينة لما جاء في مبادئ ميثاق الأمم المتحدة.
- الدول العربية المجاورة: تعلن لهم عن إقامة الدولة وتطالبهم بتقبل وجودها وتبدي التزاما واستعدادا للقيام بأي عمليات سلام.
- سكان الدولة: تتوجه الوثيقة لهم وتقول لهم عن إقامة الدولة وأنها دولة تقيم المساواة التامة وتحافظ على الحقوق من غير التمييز في القومية وأي عنصر لا إرادي والعمل على منحهم حقوقهم وحرياتهم بشكل متساوي.

## وصلات خارجية
- Proclamation of Independence: Official Gazette: Number 1; Tel Aviv, 5 Iyar 5708, 14.5.1948 Page 1
- اعتراف الولايات المتحدة بدولة إسرائيل بحكم الأمر الواقع (بالإنجليزية)
- "Signatorius" معرض يظهر إعلان قيام دولة إسرائيل في الفن الإسرائيلي. (بالإنجليزية)